# Хуцулска Република
Хуцулска Република (украјински: Гуцульська Республіка) је била краткотрајна држава формирана након Првог светског рата. Насељена Хуцулима, република је проглашена 8. јануара 1919. године, када су првобитни планови о уједињењу овог подручја са Западноукрајинском Народном Републиком пропали, а територија била окупирала од стране мађарске полиције.
Законодавно тело Хуцулске Републике био је Украјински Народни савет са 42 члана, а његова извршна власт (влада) био је Савет са 12 чланова.
Мађарске трупе су се вратиле на територију Хуцулске Републике 20–22. децембра 1918. године. Проглашено је ванредно стање, јединице хуцулске милиције су разоружане, Украјински народни савет је ликвидиран, мађарски језик враћен у школе, а бивши мађарски званичници су именовани на све положаје у локалној самоуправи.
У ноћи између 7. и 8. јануара 1919. године, локално становништво Рахива устало је против мађарског жандарског батаљона, привевши око 500 мађарских полицајаца. Генерал Степан Клочурак је изабран на позицију премијера Такође је био активан у организовању оружаних снага републике, које су бројале скоро 1.000 војника. Дана 17. јануара 1919. војска је водила кратак сукоб са окупаторским румунским трупама у Марамарошигету (данас Сигету Мармацијеј), на суседним територијама округа Марамарош. У овој неравноправној бици, према различитим подацима, Хуцулска Република је претрпела губитке од 18 до 41 особе, 39 до 150 људи је рањено, а 400 људи је заробљено, укључујући 20 официра. 
Дан након што је „ Акт о уједињењу “ потписан 23. јануара 1919. године од стране Украјинске Народне Републике и Западноукрајинске Народне Републике, Степан Клочурак и Јулијан Брашајко су се придружили Радном конгресу овог новог ентитета као представници Хуцулске Републике. 
До краја априла 1919. године, источни део Закарпатја су окупирале румунске трупе, централни део је био под контролом Мађара, док су чехословачке трупе окупирале његов западни део. 
У априлу 1919. године већи део Карпатске Русије придружио се Чехословачкој, добивши статус аутономне територије, док је њена најисточнија територија (Хуцулска Република) била де факто отцепљена држава.
Држава је престала да постоји када су румунске трупе окупирале територију 11. јуна 1919. Територија на коју је ова држава полагала право прихватила је улазак у Прву Чехословачку Републику у септембру 1919. године, где је остала током међуратног периода. Дана 15. марта 1939. године, само на један дан, након проглашења, украјинска држава под називом Карпатска Украјина прогласила је независност, али су је убрзо окупирале мађарске трупе и анектирала Мађарска до краја Другог светског рата. После рата, регион је постао Закарпатска област Украјинске Совјетске Социјалистичке Републике, као саставни део Совјетског Савеза.